# Lucy Bronze
Lucia Roberta Tough Bronze (Berwick-upon-Tweed, Inglaterra; 28 de octubre de 1991) conocida como Lucy Bronze, es una futbolista inglesa que juega como defensa en el Chelsea F. C. Es internacional con la selección de Inglaterra. En 2022 fue nombrada Miembro de la Orden del Imperio Británico (MBE).
Bronze representó a Inglaterra en todos los niveles juveniles antes de presentarse en el equipo nacional en la Eurocopa 2013. Jugó en la Copa del Mundo de 2015, ayudando a Inglaterra a obtener el tercer lugar, y en la Copa del Mundo de 2019 en la que terminaron cuartos. Ha ganado el premio PFA  como Jugadora del Año dos veces: en 2014, y nuevamente en 2017. En 2018, fue nombrada Futbolista del Año de la BBC. En 2019, se convirtió en la primera futbolista inglesa en ganar el Premio a la "jugadora del año" por la UEFA imponiéndose a sus compañeras de equipo y finalistas en el premio, Ada Hegerberg y Amandine Henry.

## Trayectoria

### Clubes
| Club            | País       | Año       |
| --------------- | ---------- | --------- |
| Sunderland      | Inglaterra | 2007-2010 |
| Everton         | Inglaterra | 2010-2012 |
| Liverpool       | Inglaterra | 2012-2014 |
| Manchester City | Inglaterra | 2014-2017 |
| Olympique Lyon  | Francia    | 2017-2020 |
| Manchester City | Inglaterra | 2020-2022 |
| Barcelona       | España     | 2022-2024 |
| Chelsea         | Inglaterra | 2024-act. |

#### Primeros años y Sunderland
Bronze comenzó a jugar con el Sunderland en la categoría sub-12 y en la sub-16 se convirtió en capitana. 
Se unió al primer equipo a los 16 años en 2007. En 2007-08 fue nombrada Jugadora del Año por los Entrenadores cuando y ayudó al Sunderland a acabar tercero en la FA Women's Premier League División Norte. En la siguiente temporada ganó la División Norte y ascendió a la División Nacional. Fue nombrada Jugadora del Partido en la final de la Women's FA Cup de 2009 contra el Arsenal.
En el verano de 2009, Bronze se fue a Estados Unidos a estudiar en la Universidad de Carolina del Norte en Chapel Hill y a jugar con el equipo de fútbol de la universidad North Carolina Tar Heels que competía en la División I de la NCAA. Consiguió una beca por parte del entrenador Anson Dorrance, lo que hizo posible que la inglesa se convirtiera en la primera jugadora británica en ganar la Copa NCAA en diciembre de 2009. Habiendo marcado tres goles en 24 partidos, Bronze fue nombrada al equipo All-American. Tras un año en Estados Unidos, volvió al Sunderland en la FA Women's Premier League División Norte. Tras un año en la Universidad de Carolina del Norte en Chapel Hill, volvió a Inglaterra en 2010 y continuó jugando con el Sunderland.

#### Everton
En septiembre de 2010 se anunció que Bronze había firmado un contrato con el Everton, con quien debutó en la Liga de Campeones. Debutó con el Everton contra el MTK en Hungría. Aun así, continuó jugando con el Sunderland mientras no empezaba la temporada 2011 de la FA WSL.

#### Liverpool
En noviembre de 2012, Bronze se fue del Everton para ser fichada por su rival Liverpool.
Con el Liverpool, Bronze ganó FA WSL en 2013 y 2014 y fue nombrada Jugadora del Año de las Jugadoras por la PFA.

#### Manchester City
El 17 de noviembre de 2014 se anunció que Bronze había firmado un contrato con el Manchester City. En su primer año con el club, 2015, marcó dos goles jugando como defensa, ayudando al equipo a acabar segundo en la liga y clasificarse para la Liga de Campeones por primera vez.
En 2016, el Manchester se convirtió en campeón invicto de la liga y solo concedió cuatro goles. Bronze marcó el gol ganador en la League Cup y fue nombrada Jugadora del Año por las Jugadoras de la WSL 1. En el primer año del club en la Liga de Campeones, marcó dos goles y asistió otros dos, lo que permitió que avanzara hasta las semifinales del campeonato de 2016-17.
El 23 de abril de 2017 fue nombrada Jugadora del Año de la PFA, seleccionada para el Equipo del Año de la WSL por la PFA y en la Liga de Campeones y estuvo entre las finalistas del premio a la Jugadora del Año de la UEFA y el de The Best.

#### Olympique Lyon
En agosto de 2017, Bronze firmó un contrato de tres años con el Olympique Lyon. En la Liga de Campeones Femenina de la UEFA 2017-18, Bronze jugó 8 partidos y marcó dos goles, ayudando al club a ganar la competición. En Division 1 Féminine, jugó 19 partidos, marcó dos goles y consiguió el título. Bronze fue nombrada en el Equipo del Año de la D1 y de la Liga de Campeones. Estuvo entre las finalistas del Balón de Oro 2018 y estuvo nominada para el Premio UEFA a la Mejor Jugadora en Europa. y el de Mejor Jugadora de la FIFA.
Durante la temporada 2018-19, Bronze jugó en 29 partidos entre todas las competiciones y marcó dos goles. Ganó su segunda D1, la Coupe de France y la Liga de Campeones. Quedó segunda en el Balón de Oro 2019, ganó el premio a la Mejor Jugadora de la UEFA y terminó tercera en la votación del premio The Best.

#### Regreso al Manchester City
El 8 de septiembre de 2020 se anuncia que regresa al Manchester City firmando un contrato de dos años.

#### Fútbol Club Barcelona
El 18 de junio de 2022 se anuncia que ficha por el FC Barcelona firmando un contrato de dos años hasta 2024.

#### Chelsea Football Club
En julio de 2024, Bronze fue anunciada como nueva jugadora del Chelsea Football Club.

### Selección nacional

#### Categorías inferiores
Bronze fue convocada a la Selección sub-17 de Inglaterra en marzo de 2007. Formó parte del equipo que quedó cuarto en el Mundial sub-17 de 2008. También ganó con la selección sub-19 el Campeonato Europeo Femenino Sub-19 de la UEFA 2009 y fue subcampeona en el de 2010.
En enero de 2010, fue convocada a la selección sub-20 y participó en el Mundial sub-20 de 2010. Ese mismo año, debutó con la selección sub-23 en un partido contra Alemania en septiembre.

#### Selección absoluta
El 26 de junio de 2013, Bronze debutó con la Selección absoluta de Inglaterra en un partido amistoso contra Japón. Marcó su primer gol el 14 de junio de 2014 en un partido contra Bielorrusia durante la Clasificación de UEFA para la Copa Mundial Femenina de Fútbol de 2015.
Bronze jugó en el Mundial de 2015 y marcó el gol ganador en los octavos de final contra Noruega. Tras el campeonato, fue elogiada como una de las mejores jugadoras inglesas,  incluida en la selección ideal y estuvo entre las finalistas al Balón de oro.
En julio de 2017, fue elegida para jugar en la Eurocopa de ese año, en la que Inglaterra perdió ante Países Bajos en la semifinal. Fue incluida en el Equipo del torneo.
Bronze fue la capitana de Inglaterra por primera vez durante la Copa SheBelieves 2018.
En 2019 disputó la Copa Mundial de Fútbol Femenina de 2019 en la cual perdieron contra Estados Unidos en las semifinales, siendo Bronze la mejor jugadora de Inglaterra. Ese mismo año acabó segunda en la ceremonia del Balón de Oro.

## Estadísticas
Actualizado a los partidos jugados el 15 de diciembre de 2022
| Club               | Temporada        | Liga             | Liga     | Liga  | Copa     | Copa  | Copa de liga | Copa de liga | Europe   | Europe | Total    | Total |
| Club               | Temporada        | División         | Partidos | Goles | Partidos | Goles | Partidos     | Goles        | Partidos | Goles  | Partidos | Goles |
| ------------------ | ---------------- | ---------------- | -------- | ----- | -------- | ----- | ------------ | ------------ | -------- | ------ | -------- | ----- |
| Sunderland         | 2007–08          | WPL Northern     | 9        | 4     | 0        | 0     | 1            | 0            | —        | —      | 10       | 4     |
| Sunderland         | 2008–09          | WPL Northern     | 9        | 1     | 0        | 0     | 2            | 0            | —        | —      | 11       | 1     |
| Sunderland         | 2009–10          | WPL National     | 3        | 0     | 0        | 0     | 0            | 0            | —        | —      | 3        | 0     |
| Sunderland         | 2010–11          | WPL National     | 4        | 0     | 0        | 0     | 0            | 0            | —        | —      | 4        | 0     |
| Sunderland         | Total            | Total            | 25       | 5     | 0        | 0     | 3            | 0            | —        | —      | 28       | 5     |
| Everton            | 2011             | WSL              | 9        | 0     | 0        | 0     | 2            | 0            | 6        | 0      | 17       | 0     |
| Everton            | 2012             | WSL              | 11       | 2     | 0        | 0     | 2            | 0            | 0        | 0      | 13       | 2     |
| Everton            | Total            | Total            | 20       | 2     | 0        | 0     | 4            | 0            | 6        | 0      | 30       | 2     |
| Liverpool          | 2013             | WSL              | 14       | 1     | 1        | 0     | 4            | 0            | 0        | 0      | 19       | 1     |
| Liverpool          | 2014             | WSL              | 14       | 2     | 2        | 0     | 5            | 0            | 2        | 0      | 23       | 2     |
| Liverpool          | Total            | Total            | 28       | 3     | 3        | 0     | 9            | 0            | 2        | 0      | 42       | 3     |
| Manchester City    | 2015             | WSL              | 11       | 2     | 1        | 0     | 4            | 0            | 0        | 0      | 16       | 2     |
| Manchester City    | 2016             | WSL              | 16       | 2     | 3        | 0     | 4            | 1            | 8        | 3      | 31       | 6     |
| Manchester City    | 2017             | WSL              | 7        | 1     | 4        | 2     | 0            | 0            | 3        | 1      | 14       | 4     |
| Manchester City    | Total            | Total            | 34       | 5     | 8        | 2     | 8            | 1            | 11       | 4      | 61       | 14    |
| Olympique Lyonnais | 2017–18          | Division 1       | 19       | 2     | 3        | 0     | —            | —            | 8        | 2      | 30       | 4     |
| Olympique Lyonnais | 2018–19          | Division 1       | 16       | 1     | 4        | 0     | —            | —            | 9        | 1      | 29       | 2     |
| Olympique Lyonnais | 2019–20          | Division 1       | 15       | 0     | 2        | 0     | 1            | 0            | 6        | 0      | 24       | 0     |
| Olympique Lyonnais | Total            | Total            | 50       | 3     | 9        | 0     | 1            | 0            | 23       | 3      | 83       | 6     |
| Manchester City    | 2020-21          | WSL              | 18       | 2     | 2        | 0     | 3            | 0            | 5        | 0      | 28       | 2     |
| Manchester City    | 2021-22          | WSL              | 13       | 0     | 5        | 0     | 4            | 0            | 0        | 0      | 22       | 0     |
| Manchester City    | Total            | Total            | 31       | 2     | 7        | 0     | 7            | 0            | 5        | 0      | 50       | 2     |
| Barcelona          | 2022-23          | Primera División | 9        | 2     | 0        | 0     | 0            | 0            | 5        | 0      | 14       | 2     |
| Total de carrera   | Total de carrera | Total de carrera | 197      | 22    | 27       | 2     | 32           | 1            | 52       | 7      | 306      | 32    |

1. ↑  Incluye la Women's FA Cup y la Copa de Francia
2. ↑  Incluye la FA Women's National League Cup, 
la WSL Cup, el Trophée des Championnes y la Supercopa de España
3. ↑  Incluye la Liga de Campeones

## Palmarés

### Campeonatos nacionales
| Título                           | Equipo                   | Año  |
| -------------------------------- | ------------------------ | ---- |
| Copa                             | North Carolina Tar Heels | 2009 |
| FA Women's National League North | Sunderland A. F. C.      | 2009 |
| Campeonato de Liga               | Liverpool F. C.          | 2013 |
| Campeonato de Liga               | Liverpool F. C.          | 2014 |
| Campeonato de Liga               | Manchester City F. C.    | 2016 |
| Copa de la Liga                  | Manchester City F. C.    | 2016 |
| Copa                             | Manchester City F. C.    | 2017 |
| Campeonato de Liga               | Olympique de Lyon        | 2018 |
| Campeonato de Liga               | Olympique de Lyon        | 2019 |
| Copa                             | Olympique de Lyon        | 2019 |
| Supercopa                        | Olympique de Lyon        | 2019 |
| Campeonato de Liga               | Olympique de Lyon        | 2020 |
| Copa                             | Olympique de Lyon        | 2020 |
| Copa                             | Manchester City F. C.    | 2020 |
| Copa de la Liga                  | Manchester City F. C.    | 2022 |
| Supercopa                        | F. C. Barcelona          | 2023 |
| Campeonato de Liga               | F. C. Barcelona          | 2023 |
| Supercopa                        | F. C. Barcelona          | 2024 |
| Campeonato de Liga               | F. C. Barcelona          | 2024 |
| Copa                             | F. C. Barcelona          | 2024 |

### Campeonatos internacionales
| Título                    | Equipo            | Año  |
| ------------------------- | ----------------- | ---- |
| Campeonato Europeo Sub-19 | Inglaterra sub-20 | 2009 |
| Liga de Campeones         | Olympique de Lyon | 2018 |
| Liga de Campeones         | Olympique de Lyon | 2019 |
| Liga de Campeones         | Olympique de Lyon | 2020 |
| Eurocopa                  | Inglaterra        | 2022 |
| Finalissima               | Inglaterra        | 2023 |
| Liga de Campeones         | F. C. Barcelona   | 2023 |
| Liga de Campeones         | F. C. Barcelona   | 2024 |
| Eurocopa                  | Inglaterra        | 2025 |

### Distinciones individuales
| Distinción                                                            | Año     |
| --------------------------------------------------------------------- | ------- |
| PFA Women's Players' Player of the Year                               | 2013-14 |
| Selección Ideal del Mundial                                           | 2015    |
| Jugadora Inglesa del Año                                              | 2015    |
| Jugadora del Año de las Jugadoras (FA WSL 1)                          | 2016    |
| Jugadora de la Temporada (MCWFC Etihad Airways)                       | 2016    |
| FIFA/FIFPro World XI                                                  | 2017    |
| Equipo Mundial de la IFFHS                                            | 2017    |
| Futbolista del Año de la BBC                                          | 2018    |
| Premio UEFA a la Mejor Jugadora en Europa                             | 2018-19 |
| Balón de Plata                                                        | 2019    |
| Equipo Mundial de la IFFHS                                            | 2018    |
| FIFA/FIFPro World XI                                                  | 2019    |
| Jugadora Inglesa del Año                                              | 2019    |
| Equipo Mundial de la IFFHS                                            | 2019    |
| Mejor Jugadora del Año (Globe Soccer Awards)                          | 2019    |
| Futbolista del Año de la BBC                                          | 2020    |
| Equipo Mundial de la IFFHS                                            | 2020    |
| 3.° puesto entre Las 100 Mejores Futbolistas del Mundo (The Guardian) | 2020    |
| Premio The Best FIFA                                                  | 2020    |
| Premio Mejor Futbolista Femenina del Año por la FIFA                  | 2020    |

## Vida privada
Bronze nació en Berwick-upon-Tweed, al noreste de Inglaterra. Su padre es portugués y su madre inglesa. Tiene un hermano mayor, Jorge, y una hermana menor, Sophie.